# Osceola (Nebraska)
Osceola – miasto w Stanach Zjednoczonych, w stanie Nebraska, w hrabstwie Polk.